# Galium shepherdii
Galium shepherdii là một loài thực vật có hoa trong họ Thiến thảo. Loài này được Jung-Mend. mô tả khoa học đầu tiên năm 2003.